# Eliurus ellermani
Eliurus ellermani là một loài động vật có vú trong họ Nesomyidae, bộ Gặm nhấm. Loài này được Carleton miêu tả năm 1994.